# Zutphen vasútállomás
Zutphen vasútállomás Hollandiában, Zutphen községben, Zutphen településen.

## Vasútvonalak
Az állomást az alábbi vasútvonalak érintik:
- Arnhem–Leeuwarden-vasútvonal
- Zutphen–Glanerbeek-vasútvonal
- Zutphen–Winterswijk-vasútvonal
- Amsterdam–Zutphen-vasútvonal

## Kapcsolódó állomások
A vasútállomáshoz az alábbi állomások vannak a legközelebb:
- Deventer vasútállomás (Leeuwarden vasútállomás, Arnhem–Leeuwarden-vasútvonal)
- Voorst-Empe vasútállomás (Amsterdam Centraal, Amsterdam–Zutphen-vasútvonal)
- Lochem vasútállomás (Glanerbrug vasútállomás, Zutphen–Glanerbeek-vasútvonal)
- Vorden vasútállomás (Winterswijk vasútállomás, Zutphen–Winterswijk-vasútvonal)
- Brummen vasútállomás (Arnhem vasútállomás, Arnhem–Leeuwarden-vasútvonal)